# تومیسلاو نیکولیچ
تومیسلاو نیکولیچ (به صربی: Томислав Николић) (زاده ۱۵ فوریه ۱۹۵۲)  رئیس‌جمهور سابق صربستان از سال ۲۰۱۲ تا سال ۲۰۱۷، رهبر حزب ملی‌گرای مخالف دولت صربستان است. نیکولیچ معاون نخست‌وزیر در دولت اسلوبودان میلوشویچ از سال ۱۹۹۸ تا ۱۹۹۹ و از سال ۱۹۹۹ تا ۲۰۰۰ بود و معاون نخست وزیر از FR یوگسلاوی در دولت ائتلافی است. در سال ۱۹۹۹، زمانی که ناتو صربستان را بمباران کرد، وی در دولت این کشور خدمت می‌کرد. وی معاون رهبر حزب رادیکال را از سال ۲۰۰۳ بود.
او همچنین قبلاً عضو طولانی مدت حزب MP از حزب رادیکال صربستان (SRS) بود.

## پنج دوره حضور در انتخابات ریاست‌جمهوری
تومیسلاو نیکولیچ، در انتخابات ریاست‌جمهوری سال ۲۰۱۲ با کسب حدود ۵۰ درصد آرادر دور دوم انتخابات توانست بوریس تادیچ، رهبر حزب لیبرال و رئیس جمهوری پیشین را شکست بدهد. بوریس تادیچ ۱۰ ماه پیش از پایان حکم ریاست جمهوری خود استعفا داد پس از آن اسلاویکا یوکیچ دژانویچ رئیس پارلمان صربستان تا زمان انتخاب رئیس جدید دولت، رئیس جمهور موقت بود. نیکولیچ درحالی در انتخابات ریاست جمهوری سال ۲۰۱۲ پیروز شد که تادیچ پیشتر در انتخابات ریاست جمهوری سالهای ۲۰۰۴ و ۲۰۰۸ هر دو بار نیکولیچ را در دور دوم انتخابات ریاست جمهوری شکست داده بود.
نیکولیچ، ابتدا در انتخابات ریاست جمهوری یوگسلاوی سال ۲۰۰۰ شرکت کرد و رتبه سوم شد.
سپس، نیکولیچ در چهار دوره انتخابات ریاست جمهوری صربستان (در سال‌های ۲۰۰۳، ۲۰۰۴، ۲۰۰۸ و انتخابات ۲۰۱۲) شرکت کرد. او در سال ۲۰۰۳ بیشترین آرا را به دست آورد، اما انتخابات به دلیل حضور کم لغو شد، در حالی که در سال‌های ۲۰۰۴ و ۲۰۰۸، او در پشت سر بوریس تادیچ نفر دوم شد. وی در سال ۲۰۱۲، برنده انتخابات در برابر تادیچ رئیس جمهور وقت صربستان شد.
هر دوره ریاست جمهوری در این کشور ۵ سال است.